# Freedom Call

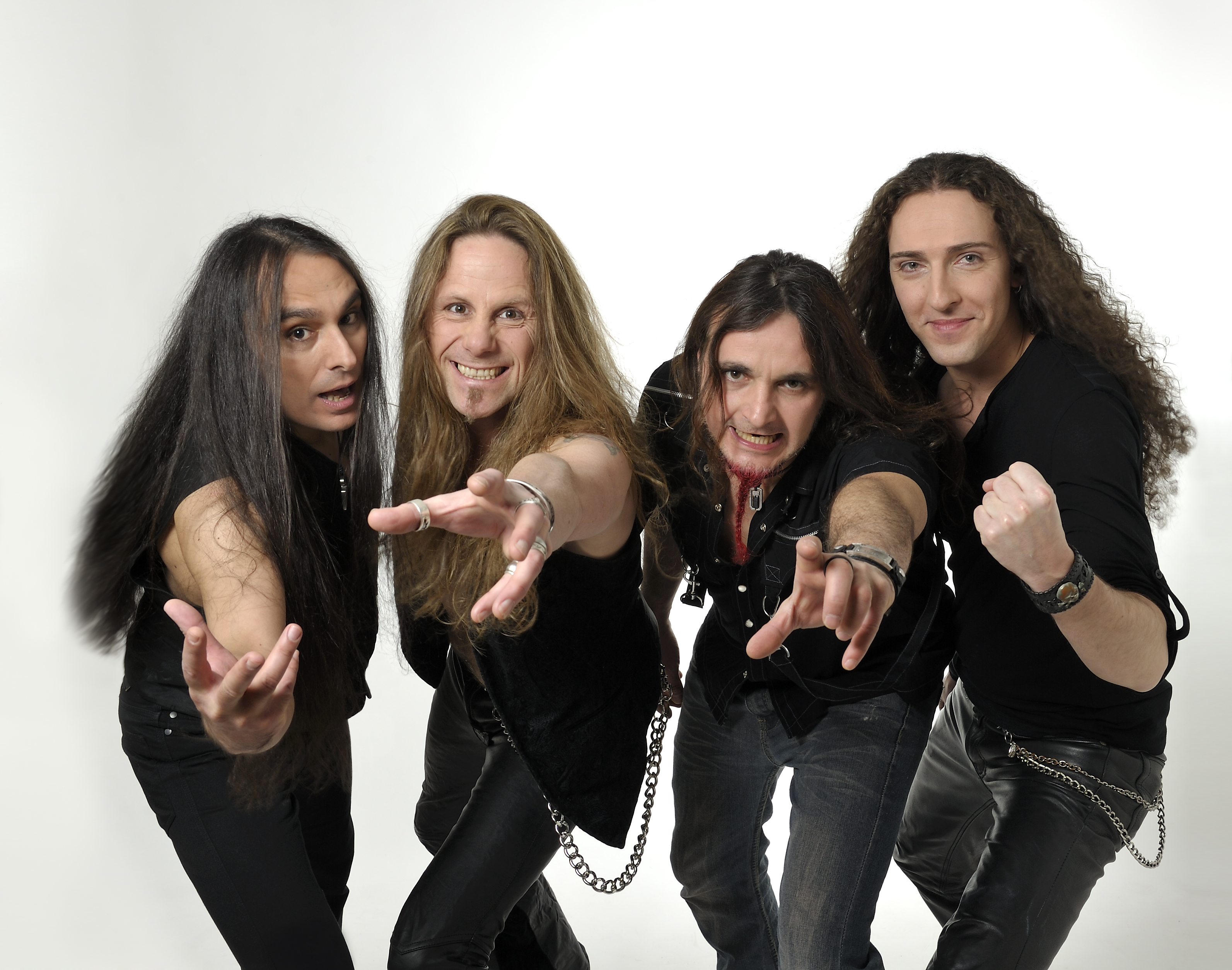

Freedom Call är ett tyskt power metal-band som bildades 1998 av ljudteknikern Chris Bay och Daniel Zimmermann, dåvarande trummis i Gamma Ray. Deras debutalbum, Stairway to Fairyland, spelades in och släpptes 1999. Samma år turnerade de med Saxon. Album nummer två, Crystal Empire, spelades in 1999 och 2000 och släpptes i januari 2001. Samma år spelade de med Hammerfall och Virgin Steele och 2002 turnerade de med Blind Guardian. Bandet har släppt elva studioalbum, tre livealbum, en EP och ett samlingsalbum. Man har även spelat in ett antal musikvideor, däribland "Thunder God" (från Legend of the Shadowking), "Hero On Video" (från Land of the Crimson Dawn), "Union of the Strong" (från Beyond), "Metal is for Everyone" (från Master of Light) och "111- The Number of the Angels" (från M.E.T.A.L.). Freedom Call kallar sin musikstil "happy metal".
Bandets elfte studioalbum Silver Romance gavs ut i maj 2024 och föregicks av fyra singlar.

## Medlemmar
Nuvarande medlemmar
- Chris Bay – sång, gitarr, keyboard (1998–)
- Lars Rettkowitz – gitarr (2005–)
- Francesco Ferraro – basgitarr (2019–)
- Ramy Ali – trummor (2013–2018, 2023–)

Tidigare medlemmar
- Dan Zimmermann – trummor (1998–2010)
- Sascha Gerstner – gitarr (1998–2001)
- Cedric Dupont – gitarr (2001–2005)
- Nils Neumann – keyboard (2004–2006)
- Armin Donderer – basgitarr (2005–2009)
- Samy Saemann – basgitarr (2009–2013)
- Klaus Sperling – trummor (2010–2013)
- Ilker Ersin – basgitarr (1998–2005, 2013–2018)
- Timmi Breideband – trummor (2019)

Turnerande medlemmar
- Ramy Ali – trummor (?–2013)
- Dirk Schlächter – keyboard
- Michael Kötzner – keyboard
- Ferdy Doernberg – keyboard
- Eero Kaukomies – keyboard (2006)
- Klaus Sperling – trummor (2008)

## Diskografi

### Demo
- 1998 – Freedom Call

### Studioalbum
- 1999 – Stairway to Fairyland
- 2001 – Crystal Empire
- 2002 – Eternity
- 2005 – The Circle of Life
- 2007 – Dimensions
- 2010 – Legend of the Shadowking
- 2012 – Land of the Crimson Dawn
- 2014 – Beyond
- 2016 – Master of Light
- 2019 – M.E.T.A.L.
- 2024 – Silver Romance

### Livealbum
- 2004 – Live Invasion
- 2011 – Live in Hellvetia
- 2023 – The M.E.T.A.L. Fest

### EP
- 1999 – Taragon

### Singlar
- 2001 – "Silent Empire"
- 2010 – "Zauber der Nacht"
- 2012 – "Rockin' Radio"
- 2012 – "Power & Glory"
- 2016 – "Hammer of the Gods"
- 2019 – "111 - The Number of the Angels"
- 2019 – "M.E.T.A.L."
- 2019 – "Spirit of Daedalus"
- 2023 – "The M.E.T.A.L. Fest"
- 2024 – "Silver Romance"
- 2024 – "In Quest of Love"
- 2024 – "High Above"
- 2024 – "Supernova"

### Samlingsalbum
- 2013 – Ages of Light 1998 / 2013

### Video
- 2011 – Live In Hellvetia (DVD)